# 美冀杯冠藤
美冀杯冠藤（学名：Cynanchum callialatum）为萝藦科鹅绒藤属下的一个种。

## 扩展阅读
- 維基物種上的相關：美冀杯冠藤